# Sceloporus subpictus
Sceloporus subpictus là một loài thằn lằn trong họ Phrynosomatidae. Loài này được Lynch & Smith mô tả khoa học đầu tiên năm 1965.